# Blága Tünde
Blága Tünde (Hidegség, 1996. május 30. –) magyar modell, szépségkirálynő.

## Életútja
Szépségversenyes karrierjét 2016-ban kezdte, amikor elnyerte Face of the Year Transylvania 2016 2019. szeptember 2-án kinevezték Miss Earth Hungary 2019-nek, és Magyarországot képviselte a Miss Earth 2019-en, valamint 85 másik jelölttel versenyzett a Fülöp-szigeteken.
2021. április 1-jén Magyarországot is képviselte a Miss Tourism Continental 2021-en a libanoni Bejrútban, és megnyerte a címet.
Tünde, a legtöbb címet elnyert magyar szépségkirálynő, a világ számos pontján járt már. Nemcsak a Fülöp-szigeteken, de Miami, Taiwan, és még az ázsiai divathéten is megfordult. 
2023. szeptember 29-én a budapesti Aurea Ana Palace Hotelben 18 másik Miss Universe Hungary 2023 jelölttel mérkőzött meg, és megnyerte a címet. Ő képviseli Magyarországot a Miss Universe 2023-on 2023. november 18-án San Salvadorban, El Salvadorbanban.
2022-decemberében megjelent az első könyve Hideg Korona címen.

## Videók
- blagatunde.hu
- Blága Tünde az Instagramon